# Hot Blood (muziekgroep)
Hot Blood is een Duitse voormalige studioband die vooral bekend werd met het disco-horrornummer Soul Dracula. De man achter de groep was de bekende muziek arrangeur Stefan Klinkhammer. Klinkhammer was vanaf 1972 tot half jaren tachtig arrangeur in samenwerking met de Duitse producer Frank Farian. Hij was mede verantwoordelijk voor het geluid van Boney M., Gilla en Eruption.
Aan Hot Blood werkten onder andere ook de studiomuzikanten Keith Forsey, Nick Woodland en Gary Unwin mee die ook op Boney M. produkties speelden. Daarnaast waren ze onder andere ook op het in Duitsland geproduceerde materiaal van Donna Summer te horen.      
Soul Dracula werd al in 1975 in diverse landen uitgebracht. In Nederland was het in 1977 een hit. Het stond op de zesde plaats van de Top 40, maar ze was ook in de Nationale Hitparade hoog genoteerd. Van het nummer was in Toppop een ballet van Penney de Jager te zien. Hierin hadden de danseressen maar ook een graaf Dracula een cape aan en Dracula-tanden in. Ook waren er doodshoofden te zien. Op de Spaanse tv werd het uitgevoerd door een geheel andere cast.
In het nummer zelf was een lachende graaf Dracula op de soultour te horen, begeleid door een stel achtergrondzangeressen. De naam van de band verwijst naar het bloeddorstige karakter van Dracula.
De single is afkomstig van de langspeelplaat Dracula & Co waar meer van dergelijke disco-horrornummers op stonden, zoals Baby Frankie Stein en Blackmail. Na 1977 is er weinig meer van de groep vernomen. De groep kan dan ook als een eendagsvlieg worden gezien.
Leden/meewerkenden
• Stefan Klinkhammer (arrangementen, piano en melodie )
• Penny Duke (zang, stem effecten en compositie)
• May Ambruster (compositie)
• Keith Forsey (drums en percussie)
• Gary Unwin (basgitaar)
• Pepe Solera (saxofoon en fluit)
• Nick Woodland (gitaar)
• Max Gregor Jr. (keyboards en brass)
• Franco Mladen (electrische piano en synthesizer)
• Rudy Risavy (fluit)
• The Munich Philharmonic (zang, stemeffecten en horror stem)
• John Lund (geluidstechnicus)
• 1 of meerdere Hot Blood leden/meewerkenden (producersfunctie)